# Bazaar (software)
Bazaar es un sistema de control de versiones distribuido patrocinado por Canonical Ltd., diseñado para facilitar la contribución en proyectos de software libre y opensource.
Bazaar puede ser usado por un usuario único trabajando en múltiples ramas de un contenido local, o por un equipo colaborando a través de la red.
Bazaar está escrito en lenguaje de programación Python y tiene versiones empaquetadas para la mayoría de distribuciones GNU/Linux, así como Mac OS X y MS Windows. Bazaar es software libre y parte del proyecto GNU.

## Utilización

### Alojamiento de código fuente
Los siguientes sitios web proporcionan alojamiento gratis en repositorios utilizando Bazaar:
- Launchpad
- GNU Savannah
- Sourceforge

### Proyectos
Proyectos destacados que utilizan Bazaar como sistema de control de versiones:
- Ubuntu[2]
- GNU Mailman[3][4]
- GNU Emacs[5]
- Inkscape[6]
- MySQL[7]
- Gnash[8][9]
- Squid[10]